# Hard To Kill (2022)
Hard To Kill (2022) – gala wrestlingu, zorganizowana przez amerykańską federację Impact Wrestling (IW), która była nadawana na żywo w systemie pay-per-view i za pośrednictwem platformy Fite.tv. Odbyła się 8 stycznia 2022 w The Bomb Factory w Dallas. Była to trzecia gala z cyklu Hard To Kill, a zarazem pierwsze per-per-view IW w 2022.
Karta walk składała się z siedmiu walk, w tym czterech o tytuły mistrzowskie, a samo wydarzenie poprzedził pre show, w którym przeprowadzono dwa pojedynki. Walką wieczoru był Texas Death match, w którym Mickie James obroniła tytuł Impact Knockouts Championship przeciwko Deonnie Purrazzo. W Triple Threat matchu Moose zachował tytuł Impact World Championship po zwycięstwie nad Mattem Cardoną i W. Morrisseyem, natomiast Trey Miguel pozostał mistrzem Impact X Division, pokonując Steve’a Maclina.

## Tło
Na Bound for Glory (23 października) Impact Wrestling ogłosił, że trzecia edycja Hard To Kill odbędzie się 8 stycznia 2022 w Dallas. Dziesięć dni później podano również miejsce wydarzenia, którym zostało The Bomb Factory.

## Rywalizacje
Hard To Kill oferowało walki wrestlingu z udziałem różnych zawodników na podstawie przygotowanych wcześniej scenariuszy i rywalizacji, które są realizowane podczas cotygodniowych odcinków programu Impact!. Wrestlerzy odgrywają role pozytywnych (face) lub negatywnych bohaterów (heel), którzy rywalizują pomiędzy sobą w seriach walk mających budować napięcie.

### Three Way match o Impact World Championship
Na Turning Point (20 listopada) W. Morrissey pokonał Matta Cardonę dzięki ingerencji w pojedynek ze strony mistrza świata, Moose’a. Tego samego wieczoru Moose obronił tytuł mistrzowski w walce z Eddiem Edwardsem. W odcinku programu Impact! z 2 grudnia Cardona, mimo porażki, nie zaprzestał starań, aby zmierzyć się o najważniejsze wyróżnienie w federacji. W rozmowie z Moosem został przez niego obrażony i nazwany niegodnym pojedynkowania się z nim w jednym ringu. Rozpętało to bójkę między oboma zawodnikami, do której dołączyli również W. Morrissey i Eddie Edwards. W walce wieczoru Cardona i Edwards pokonali Moose’a i Morrisseya. Cardona uczynił znaczący krok w uzyskaniu miana pretendenta, przypinając mistrza. Po meczu Morrissey, który sprzymierzył się z Moosem w obliczu obietnicy zmierzenia się z nim o Impact World Championship, odwrócił się od niego i zaatakował go. Gdy program zakończył się, wiceprezes federacji, Scott D’Amore ogłosił, że Moose będzie bronił tytuł mistrzowski w walce z Cardoną i Morrisseyem na Hard To Kill. W następnym odcinku trzej zawodnicy wdali się w bójkę. 16 grudnia podpisali kontrakt na nadchodzącą walkę. Chwilę później Moose w wulgarny sposób obraził partnerkę Cardony, Chelsea Green, co doprowadziło do wymiany ciosów. Oponenci zaczęli również używać do ataków metalowych krzeseł. W jednej z akcji Moose uchylił się przed uderzeniem krzesłem ze strony Cardony, który nieszczęśliwie trafił przedmiotem w głowę Green.

### Pojedynek o Impact Knockouts Championship
Na Bound for Glory (23 października) Mickie James pokonała Deonnę Purrazzo, zostając nową mistrzynią Impact Knockouts. Przez dłuższy czas Purrazzo nie pojawiała się w programie telewizyjnym federacji. Dopiero 18 listopada udzieliła wywiadu, następnie po zwycięskim meczu James z Mercedes Martinez na Turning Point, zaatakowała mistrzynię i wyzwała ją na pojedynek o tytuł mistrzowski na Hard To Kill. W odcinku Impactu! z 2 grudnia zawodniczki rozpoczęły bójkę podczas spotkania sojusznika Purrazzo, Matthew Rehwoldta, z Chrisem Sabinem. Tydzień później Purrazzo i Rehwoldt pokonali James i Sabina w walce drużynowej dzięki niesportowej zagrywce. 16 grudnia zawodniczki wdały się w kolejną bijatykę w czasie spotkania z fanami, wobec czego Scott D’Amore nałożył na nie klauzulę nietykalności, natomiast Gail Kim zadecydowała, że ich pojedynek odbędzie się na zasadzie Texas Death matchu.

### Pojedynek o Impact X Division Championship
Na Bound for Glory Trey Miguel pokonał El Phantasmo i Steve’a Maclina, zdobywając zawieszone Impact X Division Championship. W odcinku Impactu! z 28 października Miguel zwyciężył Ricky’ego Romero, po meczu zaś został zaatakowany przez Maclina, zdeterminowanego do sięgnięcia po tytuł mistrzowski X Division. Tydzień później Laredo Kid otrzymał miano pretendenta, wygrawszy czteroosobowy mecz. Chwilę później mistrz pogratulował zwycięzcy, następnie obaj stali się celem ataku ze strony Maclina, który był uczestnikiem wspomnianego spotkania. Scott D’Amore podarował szansę antagoniście, aby ponownie zmierzyć się z Miguelem pod warunkiem, że wygra z Kidem. Maclin uczynił to 18 listopada. Dwa dni później, na Turning Point, Miguel utrzymał tytuł mistrzowski, gdy triumfował nad obu rywalami w trzyosobowym pojedynku. Maclin zauważył, że ani na Bound for Glory, ani na Turning Point nie został przypięty lub zmuszony do poddania przez mistrza, więc należy mu się kolejna szansa. Scott D’Amore nie zgodził się na to. 16 grudnia posiadacz Impact X Division Championship został porwany przez przeciwnika. Tydzień później Gail Kim przystała na prośbę Miguela i dodała do karty walk Hard To Kill jego walkę z Maclinem, stawiając na szali tytuł mistrzowski. W odcinku Impactu! z 6 stycznia Gail Kim dodała warunek do meczu, który zakładał, że jeżeli Maclin przegra pojedynek, nie będzie mógł walczyć o Impact X Division Championship, dopóki Miguel będzie mistrzem.

### Kobiecy Ultimate X match
Na Turning Point Scott D’Amore ogłosił, że na Hard To Kill odbędzie się pierwszy w historii federacji Ultimate X match, którego zwyciężczyni zdobędzie miano pretendentki do walki o Impact Knockouts Championship. 9 grudnia producentka Impact Wrestling, Gail Kim, wyznaczyły sześć uczestniczek pojedynku. Zostały nimi: Jordynne Grace, Chelsea Green, Tasha Steelz, Rosemary, Lady Frost i Rachael Ellering. 7 stycznia 2022 Impact Wrestling poinformował, że miejsce Ellering zajmie Alisha Edwards.

### Jonah vs. Josh Alexander
Na Turning Point Josh Alexander wygłosił przemowę, będąc zdenerwowanym z powodu faktu, iż władze federacji odkładają decyzję o przyznaniu mu walki rewanżowej z Moosem o Impact World Championship (utracił tytuł mistrzowski na Bound for Glory). Niespodziewanie zawodnik został brutalnie zaatakowany przez debiutanta, Jonaha. 2 grudnia Jonah wyjaśnił, że Alexander musi pokonać jego, aby zasłużyć na walkę o tytuł mistrzowski.

### Dziesięcioosobowy Hardcore War
Na Bound for Glory Rhino wsparł swojego przyjaciela, Heatha, w zwycięskiej walce drużynowej przeciwko Violent By Design (Joe Doering i Deaner). W odcinku Impactu! z 28 października Eric Young, przywódca Violent By Design, wrócił do walki w ringu po wielomiesięcznej przerwie związanej z kontuzją, atakując wraz z dwoma podopiecznymi Rhino i Heatha. Na Turning Point Violent By Design pokonali przeciwników. 2 grudnia zespół Erica Younga zapowiedział starcie z Richem Swannem i Williem Mackiem, aby przybliżyć się do otrzymania miana pretendentów do walki o Impact World Tag Team Championship. Tego dnia przegrali jednak pojedynek, po czym zaatakowali przeciwników. Heath i Rhino wsparli Swanna i Macka w pomeczowej bójce. Tydzień później Eric Young wygrał z Rhino Street Fight match. W pojedynek ingerowali zarówno przedstawiciele jednej, jak i drugiej strony. Chwilę później The Good Brothers (Doc Gallows i Karl Anderson), mistrzowie Impact World Tag Team, nawiązali sojusz z Violent By Design. Obie drużyny chciały w ten sposób wyeliminować konkurentów z rywalizacji o tytuły mistrzowskie, jakimi byli Swann i Mack oraz Rhino i Heath. 16 grudnia Gallows i Doering pokonali Swanna i Macka w Tag Team matchu. Po spotkaniu zwycięzcy rozpoczęli bijatykę, ale Eddie Edwards włączył się do walki i zmusił ich do ucieczki.

### Pojedynek o ROH World Championship
Amerykańska federacja Ring of Honor poinformowała, że od grudnia 2021 do kwietnia 2022 zawiesza działalność w celach restrukturyzacyjnych. W związku z tym Jonathan Gresham, który zdobył tytuł ROH World Championship na gali Final Battle (11 grudnia), bronił w tym czasie pas mistrzowski w różnych organizacjach wrestlingowych. Impact Wrestling ogłosił 23 grudnia, że Gresham zmierzy się o tytuł mistrzowski z Chrisem Sabinem na Hard To Kill. 

### Odwołany pojedynek

#### Pojedynek o Impact Knockouts Tag Team Championship
Na Bound for Glory zadebiutowała australijska drużyna The IInspiration (Cassie Lee i Jessica McKay). Zawodniczki pokonały Decay (Rosemary i Havok), zdobywając Impact Knockouts Tag Team Championship. 2 grudnia australijska wrestlerka, Tenille Dashwood, powróciła do federacji po kilkutygodniowej nieobecności. Jej towarzysze z drużyny, The Influance - Madison Rayne i Kaleb with a K, poinformowali ją o debiucie rodaczek. Oba zespoły zaprzyjaźniły się i połączyły siły w walce z Decay. Jednakże w czasie pojedynku nie potrafiły współpracować, co doprowadziło do ich porażki i późniejszej kłótni. Tydzień później Dashwood pokonała McKay dzięki niesportowej interwencji Kaleba. 7 stycznia 2022 Impact Wrestling poinformował, że Cassie Lee i Jessica McKay miały kontakt z osobą zarażoną wirusem SARS-CoV-2. Ze względów bezpieczeństwa pojedynek został wycofany z karty gali.

## Karta walk
Zestawienie zostało oparte na źródle:
| Nr                                                                   | Wyniki | Stypulacje | Czas  |
| -------------------------------------------------------------------- | --- | --- | ----- |
| 1P                                                                   | Jake Something pokonał Madmana Fultona | Singles match | 5:25  |
| 2P                                                                   | Mike Bailey pokonał Ace’a Austina, Chrisa Beya i Laredo Kida | Four-Way match | 8:10  |
| 3                                                                    | Tasha Steelz pokonała Jordynne Grace, Chelsea Green, Rosemary, Lady Frost i Alishę Edwards                                                                            | Knockouts Ultimate X match o miano pretendentki do Impact Knockouts Championship | 9:00  |
| 4                                                                    | Trey Miguel (c) pokonał Steve’a Maclina | Singles match o Impact X Division Championship Jeśli Steve Macling przegra pojedynek, nie będzie mógł walczyć o Impact X Division Championship, dopóki mistrzem będzie Trey Miguel. | 12:50 |
| 5                                                                    | Jonathan Gresham (c) pokonał Chrisa Sabina | Pure Rules match o ROH World Championship | 12:40 |
| 6                                                                    | Josh Alexander pokonał Jonaha | Singles match | 17:05 |
| 7                                                                    | Eddie Edwards, Rich Swann, Willie Mack, Heath i Rhino pokonali The Good Brothers (Doc Gallows i Karl Anderson) i Violent By Design (Eric Young, Deaner i Joe Doering) | 10-Man Hardcore War | 23:25 |
| 8                                                                    | Moose (c) pokonał Matta Cardonę i W. Morrisseya | Three-Way match o Impact World Championship | 16:00 |
| 9                                                                    | Mickie James (c) pokonała Deonnę Purrazzo | Texas Deathmatch o Impact Knockouts Championship Jeśli Matthew Rehwoldt zainterweniuje w pojedynek, Deonna Purrazzo zostanie zdyskwalifikowana, a Rehwoldt zostanie zwolniony.      | 19:40 |
| (c) – mistrz/mistrzyni przed walkąP – walka miała miejsce w pre-show | | |       |